# 1736 en philosophie
Chronologie de la philosophie
- 1732
- 1733
- 1734
- 1735
- 1736
- 1737
- 1738
- 1739
- 1740

L’année 1736 a été marquée, en philosophie, par les événements suivants :

## Publications
- Joseph Butler : The Analogy of Religion, Natural and Revealed, to the Constitution and Course of Nature (l'Analogie de la religion naturelle et révélée avec le cours de la nature)[1].